# 小凱尼鎮區 (堪薩斯州學托擴縣)
小凱尼鎮區鎮區（英語：Little Caney Township）為美國堪薩斯州學托擴縣轄下的鎮區。2010年美国人口普查中該鎮區人口有329人。

## 地理
小凱尼鎮區鎮區涵蓋面積117.27平方（45.28平方英里），境內設有一座城市：Niotaze。

### 墓園
根據美國地質調查局的資料，此鎮區擁有5座墓園：
- Elcado墓園
- 費爾維尤墓園（Fairview Cemetery）
- 海恩斯墓園（Haynes Cemetery）
- 愛爾蘭墓園（Ireland Cemetery）
- 穆尼墓園（Mooney Cemetery）

### 溪流
Niotaze湖位在此鎮區內。而通過此鎮區的溪流有：
- 伯奇溪（Birch Creek）
- 萊克溪（Lake Creek）
- 小凱尼溪（Little Caney Creek）

## 人口統計
根據2010年美國人口普查，小凱尼鎮區鎮區人口有329人，住房168戶，人口密度為2.81人/每平方公里。此鎮區居民之種族有84.5%為白人；1.22%為非裔美國人；6.99%為美洲原住民；0%為亞裔美國人；0%為太平洋島民；0.3%為其他種族；另外有6.99%為混血種族。而西班牙裔或拉丁裔美洲人佔此鎮區人口的1.22%。

## 外部連結
- City-Data.com （页面存档备份，存于）